# Công ước Viên về quan hệ lãnh sự
Công ước Viên về quan hệ lãnh sự là một điều ước quốc tế quy định về quan hệ lãnh sự giữa các quốc gia có chủ quyền. Công ước hệ thống hóa những tập quán quốc tế và thỏa thuận song phương giữa các quốc gia về quan hệ lãnh sự.
Công ước được thông qua vào năm 1963 và có hiệu lực vào năm 1967. Hiện tại, 182 quốc gia tham gia công ước.

## Lịch sử
Công ước được thông qua vào ngày 24 tháng 4 năm 1963 sau Hội nghị Liên Hợp Quốc về quan hệ lãnh sự tại Viên, Áo từ ngày 4 tháng 3 đến ngày 22 tháng 4 năm 1963. Các văn bản chính thức của công ước bằng các thứ tiếng Anh, tiếng Pháp, tiếng Trung, tiếng Nga, tiếng Tây Ban Nha và đều có giá trị như nhau.

## Nội dung
Công ước Viên về quan hệ lãnh sự gồm 79 điều. Lời mở đầu khẳng định rằng tập quán quốc tế tiếp tục điều chỉnh các vấn đề mà công ước không quy định. Một số nội dung quan trọng của công ước bao gồm:
- Điều 5 liệt kê 13 chức năng lãnh sự, bao gồm "bảo vệ tại Nước tiếp nhận các quyền và lợi ích hợp pháp của Nhà nước, pháp nhân và công dân Nước cử, trong phạm vi luật pháp quốc tế cho phép", "giúp đỡ công dân bao gồm cả thể nhân và pháp nhân của Nước cử" và "phát triển quan hệ thương mại, kinh tế, văn hóa và khoa học giữa Nước cử và Nước tiếp nhận."[2]
- Điều 23 quy định Nước tiếp nhận có thể tùy ý tuyên bố một viên chức lãnh sự là người không được hoan nghênh và Nước cử phải triệu hồi người này trong một khoảng thời gian hợp lý, nếu không người đó có thể mất quyền miễn trừ lãnh sự.[2]
- Điều 31 quy định trụ sở lãnh sự là bất khả xâm phạm.[2]
- Điều 35 quy định Nước tiếp nhận bảo vệ sự tự do liên lạc của cơ quan lãnh sự, túi lãnh sự "không bị mở ra hoặc giữ lại" và giao thông viên lãnh sự không thể bị bắt hay bị giữ.[2]
- Điều 36 quy định viên chức lãnh sự được tự do liên lạc, tiếp xúc với công dân Nước cử. Công dân của Nước cử bị bắt, tạm giam, tạm giữ phải được báo ngay về quyền được liên lạc với cơ quan lãnh sự và "viên chức lãnh sự có quyền đến thăm công dân của Nước cử đang bị tù, tạm giam hoặc tạm giữ, nói chuyện, liên lạc thư từ và thu xếp việc đại diện pháp lý cho người đó".[2]
- Điều 37 quy định Nước tiếp nhận phải thông báo ngay cho cơ quan lãnh sự của Nước cử khi công dân của Nước cử chết hoặc cần cử người giám hộ hoặc đỡ đầu, khi một tàu thủy mang quốc tịch Nước cử bị đắm hoặc mắc cạn trong lãnh hải hoặc nội thủy của Nước tiếp nhận và khi một máy bay đăng ký tại Nước cử bị nạn trên lãnh thổ của Nước tiếp nhận.[2]
- Điều 40 quy định "Nước tiếp nhận phải đối xử với các viên chức lãnh sự bằng sự tôn trọng và phải thi hành mọi biện pháp thích hợp để ngăn ngừa bất kỳ sự xâm phạm vào đối với thân thể, tự do và phẩm cách của họ."[2]
- Điều 58-68 quy định chế độ áp dụng cho viên chức lãnh sự danh dự.[2][4]

### Quyền miễn trừ xét xử
Điều 43) quy định viên chức, nhân viên lãnh sự được hưởng quyền miễn trừ lãnh sự, bao gồm quyền không bị xét xử về mặt tư pháp hoặc hành chính đối với các hành vi thực hiện khi thi hành chức năng lãnh sự. Một số điều khoản trong công ước về quyền miễn trừ lãnh sự phản ánh tập quán quốc tế.

## Bên tham gia Công ước
Có 182 quốc gia tham gia công ước, bao gồm hầu hết các quốc gia thành viên Liên Hợp Quốc và các quan sát viên Đại Hội đồng Liên Hợp Quốc như Tòa Thánh và Nhà nước Palestine. Những quốc gia đã ký nhưng chưa phê chuẩn công ước gồm Cộng hòa Trung Phi, Israel, Bờ Biển Ngà và Cộng hòa Congo. Những quốc gia chưa ký công ước bao gồm Afghanistan, Burundi, Chad, Comoros, Guinea-Bissau, Ethiopia, Palau, San Marino và Nam Sudan.